# Jeff Blatnick
Jeff Blatnick (Niskayuna, Estados Unidos, 26 de julio de 1957–24 de octubre de 2012) fue un luchador de pesos superpesados en lucha grecorromana, y comentarista deportivo. 
Como luchador ganó los campeonatos de lucha libre NCAA División II de pesos pesados en 1978 y 1979 además ganó medalla de oro por lucha grecorromana en las Olimpiadas de 1984 celebradas en Los Ángeles en la categoría de pesos superpesados (más de 100 kg).
Como comentarista, Blatnick trabajó desde UFC 4 hasta  UFC 32 en el Ultimate Fighting Championship. Fue fundamental para lograr que la UFC fuera regulada por las comisiones atléticas, esto mantuvo a flote el deporte de las Artes Marciales Mixtas en sus momentos más críticos. Blatnick ha sido acreditado por haber nombrado al deporte como Artes marciales mixtas o MMA. 
Nació en Niskayuna, Nueva York, y antes de morir fue juez de AMM para la comisión atlética de Nueva Jersey.